# Stulna kyssar
Stulna kyssar (originaltitel: Baisers volés) är en fransk romantisk dramakomedifilm från 1968 i regi av François Truffaut. I rollerna ser man bland annat Jean-Pierre Léaud, Claude Jade och Delphine Seyrig.

## Handling
Antoine Doinel (Jean-Pierre Léaud) träffar Christine (Claude Jade), en attraktiv ung flicka som till en början emellertid inte är så förtjust i sin blivande pojkvän.

## Rollista (urval)
| Jean-Pierre Léaud | – Antoine Doinel   |
| Claude Jade       | – Christine Darbon |
| Daniel Ceccaldi   | – Christines pappa |
| Claire Duhamel    | – Christines mamma |
| Delphine Seyrig   | – Fabienne Tabard  |
| Michael Lonsdale  | – Georges Tabard   |

## Priser och utmärkelser
Filmen var nominerad till en Oscar för bästa utländska film vid Oscarsgalan 1969.